# Gare du Mans-Triage
Gare du Mans-Triage vasútállomás Franciaországban, Le Mans településen.

## Vasútvonalak
Az állomást az alábbi vasútvonalak érintik:
- Tours–Le Mans-vasútvonal

## Kapcsolódó állomások
A vasútállomáshoz az alábbi állomások vannak a legközelebb: